# Furcaspis plana
Furcaspis plana är en insektsart som beskrevs av Hempel 1937. Furcaspis plana ingår i släktet Furcaspis och familjen pansarsköldlöss. Inga underarter finns listade i Catalogue of Life.